# Sergio de la Puente
Sergio de la Puente (Granada, 1975) és un pianista i compositor espanyol.

## Trajectòria
El seu nom complet és Sergio García de la Puente, però signatura la seva obra com Sergio G. de la Puente o com Sergio de la Puente. Ha estat membre de l'Orquestra de Cambra Pablo Picasso de Màlaga. La seva música s'inspira principalment en la de compositors de bandes sonores com Bernard Herrmann, Michael Nyman, John Williams o Wim Mertens. Ha compost música per a pel·lícules, obres teatrals, curtmetratges, anuncis publicitaris, grans Esdeveniments i programes televisius. El seu primer àlbum, El fuego vivido, que es podria catalogar com música New age, recull diversos dels seus treballs per a televisió, i en ell van col·laborar l'Orquestra de Cambra Pablo Picasso, el grup granadí de música cèltica Supervivents, el guitarrista José Ignacio Lapido; el títol de l'àlbum es deu a un quadre del pintor José Manuel Darro, El fuego vivo, que aquest li va prestar per a la portada. El seu segon àlbum , Bajo la ciudad, es va publicar el 25 de setembre de 2007, i a més de la música simfònica abasta altres estils com el funk, la bossa nova o el flamenc; en ell han participat entre altres la Orquestra Simfònica de Bratislava, el percussionista irlandès Robert O'Connor i el violinista d'origen armeni Ara Malikian. A través de Malikian van conèixer en Warner Music Spain l'obra de De la Puente, i ho van contractar per a la distribució de Bajo la ciudad, que va publicar en el seu propi segell, Ebony & Ivory.
Al gener de 2010 va ser preseleccionat com a candidat per als Oscar de Hollywood per la banda sonora d’El lince perdido. Aquest mateix any signava la banda sonora del curtmetratge nominat a l'Oscar a millor curtmetratge d'Animació dirigit per Javier Recio i produït per Antonio Banderas "La dama y la muerte" que li va suposar premis i nominacions per la partitura. Li van seguir el llargmetratge documental Los ojos de la guerra sobre els corresponsals en conflictes bèl·lics amb Arturo Pérez Reverte, David Beriaín, Rosa María Calaf entre d'altres. Després de treballar a la comèdia Amigos... (2011), va signar la Música del primer llargmetratge veneçolà a obtenir el Goya a millor Llargmetratge Iberoamericà Azul y no tan rosa dirigit per Miguel Ferrari i que va ser un rotund èxit a Veneçuela confirmant-la com una de les pel·lícules més taquilleres de la història. La seva última partitura per al llargmetratge Extraordinary Tales de Raúl García li ha collit nombrosos esments i crítiques a nivell internacional. Es tracta d'un llargmetratge d'animació basat en cinc relats d'Edgar Allan Poe amb les veus de Christopher Lee, Bela Lugosi, Guillermo del Toro i Roger Corman.
A l'octubre de 2017 va publicar el seu tercer àlbum d'estudi, Cabot Cove, que va presentar en directe amb un concert en el granadí Teatre CajaGranada. El disc està format per onze cançons d'inspiració folk cèltic i compta amb la col·laboració del grup Coffee & Wine en dos d'elles. A l'abril de 2018 es va anunciar que el granadí havia estat triat per a compondre la banda sonora dels jocs del Mediterrani 2018. A la fi d'aquest mateix any es va estrenar la pel·lícula Sin Fin, dirigida pels germans César i José Esteban Alenda i protagonitzada per Javier Rey i María León, amb banda sonora de Sergio de la Puente gravada al costat de l'Orquestra Simfònica de Bratislava i en la qual comptava de nou amb la col·laboració d'Ana Franco, cantant de Coffee & Wine, a Timeless, el tema principal de la pel·lícula.
En 2020 va ser nominat al Goya a millor cançó per "Nana de las dos Lunas", interpretada por Mariaca Semprún, de la película La Noche de las dos Lunas dirigida per Miguel Ferrari. A l'agost de 2020 va ser nominat als Premis de l'Acadèmia de Cinema de Veneçuela per la banda sonora d e La Noche de las dos Lunas.

## Obra

### Discografia
- El fuego vivido (Ebony & Ivory, 1999).
- Bajo la ciudad (Ebony & Ivory, 2007).
- BSO El Lince Perdido (Warner Music, 2009).
- BSO Azul y no tan rosa (Ebony & Ivory, 2012).
- BSO "Extraordinary Tales" (Ebony & Ivory, 2015)
- Cabot Cove (Ebony & Ivory, 2017).
- BSO "Sin Fin" (Rosetta Soundtrack Records, 2018)

### Filmografia
- Egos, curtmetratge dirigit per Germán Esteva, 2001.
- Fiesta, una de las peces del projecte col·lectiu Los diminutos del calvario dirigida por Antonio Hens, 2002.
- El secreto del héroe, telefilm de Leo Vega, 2003.
- Ego te absolvo, curtmetratge dirigit per Julián Peñafiel.
- Seres extravagantes, documental sobre Reinaldo Arenas dirigit per Manuel Zayas, 2004.
- El orgullo del sapo, curtmetratge dirigit per Gabi Beneroso i Kike Canalla, 2004.
- Bluff!, curtmetratge dirigit per Tacho González, 2005.
- Érase perdices, sèrie d'animació per televisió, 2005.
- La historia de Cascabel, curtmetratge d'animació dirigit per Rafael Linares, 2005.
- El chupinazo, curtmetratge dirigit per Eva Patricia Fernández, 2005.
- Mi tío Paco, curtmetratge dirigit per Tacho González, 2006.
- Manolo marca registrada, curtmetratge d'animació dirigit per César Estevan Alenda, 2006.
- Manolo Global, curtmetratge d'animació dirigit per César Estevan Alenda, 2006.
- El niño que quiso tocar el cielo, curtmetratge dirigit per Marco Fettolini, 2007.
- Clandestinos, llargmetratge d’Antonio Hens, 2007.
- El lince perdido, llargmetratge d'animació de Manuel Sicilia, 2008.
- Harraga, curtmetratge dirigit per Eva Patricia Fernández i Mario de la Torre, 2008.
- El orden de las cosas, curtmetratge dels germanss Esteban Alenda, 2010.
- Amigos, llargmetratge dirigit per Borja Manso y Marcos Cabotá, 2011.
- Azul y no tan rosa, llargmetratge dirigit per Miguel Ferrari, 2012.
- Los Ojos de la Guerra, llargmetratge documental dirigit per Roberto Lozano 2013
- Inertial Love, curtmetratge dels germans Esteban Alenda 2014
- Extraordinary Tales, llargmetratge dirigit per Raúl García 2015
- Not The End" curtmetratge dels germans Esteban Alenda 2015

### Música per teatre
- The Gagfather, de la companyia Yllana.
- La Novia de Papá", de la Companyia Arequipa
- Los constructores de imperios, de la companyia Dragones en el Andamio.
- Marionetas del pene, de la companyia Yllana.
- Spingo, de la companyia Yllana.
- Star Trip, de la companyia Yllana.
- Un caballo en el cielo, de la companyia DA.TE DANZA.
- Venecia, de la companyia Dragones en el Andamio.

### Col·laboracions
- Piano en la peça Jeroglíficos de l’àlbum Luz de ciudades en llamas, de José Ignacio García Lapido (Pop Quark, 2001).